# Герб Тукаевского района
Герб Тукаевского муниципального района Республики Татарстан Российской Федерации — опознавательно-правовой знак, служащий официальным символом муниципального образования.
Герб утверждён Решением № 2/6 Тукаевского районного совета Народных депутатов 11 ноября 2005 года.
Герб внесён в Государственный геральдический регистр Российской Федерации под регистрационном номером 2039 и в Государственный геральдический реестр Республики Татарстан под № 36.

## Описание герба
«В червлёном (красном) поле на лазоревой (синей, голубой) узкой оконечности идущий леопардовый лев, держащий перед собой правой передней лапой золотое древко, завершённое шаром того же металла, под которым подвязаны семь развевающихся влево серебряных лент».

## Символика герба
Герб языком символов и аллегорий указывает на важное значение региона в социально-экономическом потенциале Татарстана. Здесь сосредоточены значимые отрасли промышленности республики.
Район — перекрёсток водных и иных транспортных магистралей, крупный сельскохозяйственный центр.
Главная фигура герба — золотой Арслан (лев) — царь зверей, олицетворяет силу и мощь, уверенность и отвагу. Древко и семь серебряных полотенец — символы дружбы многонационального населения района, объединённых традиционным праздником Сабантуй.
Голубая оконечность герба говорит о том, что Тукаевский район располагается вдоль берега реки Камы.
Золото в геральдике — символ богатства, стабильности, уважения и интеллекта.
Серебро — символ чистоты, совершенства, мира и взаимопонимания.
Червлёный (красный) цвет — символ мужества, силы, труда, красоты.
Лазоревый (синий, голубой) цвет — символ чести, духовности, возвышенных устремлений.

## История герба
Разработка герба произведена Геральдическим советом при Президенте Республики Татарстан совместно с Союзом геральдистов России в составе:
Рамиль Хайрутдинов (Казань), Радик Салахов (Казань), Константин Мочёнов (Химки), Кирилл Переходенко (Конаково), Оксана Афанасьева (Москва), Роберт Маланичев (Москва); при участии Файрузы Салаховой (Тукаевский район).